# Cupan
Cupan, skupina indijanskih plemena i jezika šire grupe Takic iz južne Kalifornije, koja svoje ime dobiva po plemenu Cupeño (Kuupangaxwichem). Ova skupina prije je nazivana i Luiseño-Kawia i dijeli se dalje na a) Cahuilla-Cupeño s jezicima Indijanaca Aguas Calientes, Cahuilla i Cupeño i b) Luiseño s Luiseño i Juaneño.